# Wereldkampioenschappen noords skiën 2001
De wereldkampioenschappen noords skiën 2001 werden van 15 februari tot en met 25 februari 2001 gehouden in Lahti.

## Medailles

### Langlaufen

#### Mannen
| Onderdeel                           | Goud | Goud                                                             | Zilver | Zilver                                                          | Brons | Brons                                                        |
| ----------------------------------- | ---- | ---------------------------------------------------------------- | ------ | --------------------------------------------------------------- | ----- | ------------------------------------------------------------ |
| Sprint (vrije stijl)                | NOR  | Tor Arne Hetland                                                 | ITA    | Cristian Zorzi                                                  | NOR   | Håvard Solbakken                                             |
| 15 km klassiek                      | SWE  | Per Elofsson                                                     | SWE    | Mathias Fredriksson                                             | NOR   | Odd-Bjørn Hjelmeset                                          |
| 10 km + 10 km dubbele achtervolging | SWE  | Per Elofsson                                                     | ESP    | Johann Mühlegg                                                  | RUS   | Vitali Denisov                                               |
| 30 km klassiek                      | EST  | Andrus Veerpalu                                                  | NOR    | Frode Estil                                                     | RUS   | Michail Ivanov                                               |
| 50 km vrije stijl                   | ESP  | Johann Mühlegg                                                   | GER    | René Sommerfeldt                                                | RUS   | Sergej Krjanin                                               |
|                                     |      |                                                                  |        |                                                                 |       |                                                              |
| 4 × 10 km estafette                 | NOR  | Frode Estil Odd-Bjørn Hjelmeset Thomas Alsgaard Tor Arne Hetland | SWE    | Urban Lindgren Mathias Fredriksson Magnus Ingesson Per Elofsson | GER   | Jens Filbrich Andreas Schlütter Ron Spanuth René Sommerfeldt |

#### Vrouwen
| Onderdeel                         | Goud                                         | Goud                                                             | Zilver                                       | Zilver                                                          | Brons                                        | Brons                                                                 |
| --------------------------------- | -------------------------------------------- | ---------------------------------------------------------------- | -------------------------------------------- | --------------------------------------------------------------- | -------------------------------------------- | --------------------------------------------------------------------- |
| Sprint (vrije stijl)              | FIN                                          | Pirjo Manninen                                                   | FIN                                          | Kati Sundqvist                                                  | RUS                                          | Joelia Tsjepalova                                                     |
| 10 km klassiek                    | NOR                                          | Bente Skari                                                      | RUS                                          | Olga Danilova                                                   | RUS                                          | Larisa Lazoetina                                                      |
| 5 km + 5 km dubbele achtervolging | FIN                                          | Virpi Kuitunen                                                   | RUS                                          | Larisa Lazoetina                                                | RUS                                          | Olga Danilova                                                         |
| 15 km klassiek massastart         | NOR                                          | Bente Skari                                                      | RUS                                          | Olga Danilova                                                   | FIN                                          | Kaisa Varis                                                           |
| 30 km vrije stijl                 | Afgelast vanwege extreem koud weer (−23 °C). | Afgelast vanwege extreem koud weer (−23 °C).                     | Afgelast vanwege extreem koud weer (−23 °C). | Afgelast vanwege extreem koud weer (−23 °C).                    | Afgelast vanwege extreem koud weer (−23 °C). | Afgelast vanwege extreem koud weer (−23 °C).                          |
|                                   |                                              |                                                                  |                                              |                                                                 |                                              |                                                                       |
| 4 × 5 km estafette                | RUS                                          | Olga Danilova Larisa Lazoetina Joelia Tsjepalova Nina Gavriljoek | NOR                                          | Anita Moen Bente Skari Elin Nilsen Hilde Gjermundshaug Pedersen | ITA                                          | Gabriella Paruzzi Sabina Valbusa Stefania Belmondo Cristina Paluselli |

### Noordse combinatie
| Onderdeel       | Goud | Goud                                                            | Zilver | Zilver                                                     | Brons | Brons                                                    |
| --------------- | ---- | --------------------------------------------------------------- | ------ | ---------------------------------------------------------- | ----- | -------------------------------------------------------- |
| 7,5 km sprint   | GER  | Marco Baacke                                                    | FIN    | Samppa Lajunen                                             | GER   | Ronny Ackermann                                          |
| 15 km Gundersen | NOR  | Bjarte Engen Vik                                                | AUT    | Samppa Lajunen                                             | FIN   | Felix Gottwald                                           |
|                 |      |                                                                 |        |                                                            |       |                                                          |
| 4 x 5 km team   | NOR  | Kenneth Bråten Sverre Rotevatn Bjarte Engen Vik Kristian Hammer | AUT    | Christoph Eugen Mario Stecher David Kreiner Felix Gottwald | FIN   | Jari Mantila Hannu Manninen Jaakko Tallus Samppa Lajunen |

### Schansspringen
| Onderdeel           | Goud | Goud                                                                  | Zilver | Zilver                                                      | Brons | Brons                                                                 |
| ------------------- | ---- | --------------------------------------------------------------------- | ------ | ----------------------------------------------------------- | ----- | --------------------------------------------------------------------- |
| Normale schans      | POL  | Adam Małysz                                                           | GER    | Martin Schmitt                                              | AUT   | Martin Höllwarth                                                      |
| Grote schans        | GER  | Martin Schmitt                                                        | POL    | Adam Małysz                                                 | FIN   | Janne Ahonen                                                          |
| Team normale schans | AUT  | Wolfgang Loitzl Andreas Goldberger Stefan Horngacher Martin Höllwarth | FIN    | Matti Hautamäki Risto Jussilainen Ville Kantee Janne Ahonen | GER   | Sven Hannawald Michael Uhrmann Alexander Herr Martin Schmitt          |
| Team grote schans   | GER  | Sven Hannawald Michael Uhrmann Alexander Herr Martin Schmitt          | FIN    | Risto Jussilainen Jani Soininen Ville Kantee Janne Ahonen   | AUT   | Andreas Goldberger Wolfgang Loitzl Martin Höllwarth Stefan Horngacher |

### Medailleklassement
| Plaats | Land       | Goud | Zilver | Brons | Totaal |
| 1      | Noorwegen  | 6    | 2      | 2     | 10     |
| 2      | Duitsland  | 3    | 2      | 3     | 8      |
| 3      | Finland    | 2    | 5      | 3     | 10     |
| 4      | Zweden     | 2    | 2      | 0     | 4      |
| 5      | Rusland    | 1    | 3      | 6     | 10     |
| 6      | Oostenrijk | 1    | 1      | 3     | 5      |
| 7      | Polen      | 1    | 1      | 0     | 2      |
| 7      | Spanje     | 1    | 1      | 0     | 2      |
| 9      | Estland    | 1    | 0      | 0     | 1      |
| 10     | Italië     | 0    | 1      | 1     | 2      |
|        | Total      | 18   | 18     | 18    | 54     |